# بيسون أمريكي
البَيسون الأمريكي أو الثور الأمريكي أو الجاموس الأمريكي (وهي تسمية خاطئة شائعة) هو حيوان ثديي يَقطن حالياً محميات أمريكا الشمالية وخصوصاً الولايات المتحدة وكندا إلى حد ما، ويَعيش هذا النوع أيضاً في المكسيك. كلمة «بَيْسون» هي كلمة إغريقية تعني «الثور الكبير»، فهذه الحيوانات تتميز بضخامة أجسامها حيث يُعادل ارتفاعها حتى الكتفين حوالي مترين، وتمتاز أيضاً بقوتها الجسدية الهائلة وقرونها القوية. فرو ثيران البيسون خشن وسميك مما يَحميها من برد الشتاء القارس، ولونها بني غامق مائل للسواد، وهي تعيش في مجموعات صغيرة تتألف من 20 بيسون أو أكثر. تقضي هذه الحيوانات معظم وقتها بأكل الحشائش والأعشاب، وتسترخي وتنام خلال بقية الوقت. يَكون موسم التزاوج عند البيسون الأمريكي بين شهري تموز وأيلول (يوليو وسبتمبر)، وتضع الأنثى مولوداً واحداً حيث تقوم برعايته لمدة سنة واحدة فقط. تتراوح مدة حياة البيسون الأمريكي بين 15 و 25 عاماً في أغلب الحالات.
كانت هذه الحيوانات في وقت من الأوقات أكثر الحيوانات انتشاراً وازدهاراً في قارة أمريكا الشمالية، حيث بلغت أعدادها ما يُقدر بحوالي 60 مليون رأس، وكانت الحيوانات المُسيطرة على السهول العظمى ومصدراً رئيسياً للغذاء والقوت بالنسبة لمعظم ضواري قارة أمريكا الشمالية إضافة إلى السكان الأصليين. لكن خلال بداية القرن التاسع عشر أصدرت حكومة الولايات المتحدة المُستعمرة قراراً بوجوب صيد هذه الثيران بهدف تجويع الهنود الحمر، وبحلول عام 1889 كانت قد انخفضت أعدادها من عشرات الملايين إلى ما لا تتجاوز 550 رأس كلها في الأسر. واليوم بعد محاولات التنمية الكبيرة، عادت أعداد ثيران البيسون لكي ترتفع إلى 200,000 رأس، لكن لا زالت كلها تقريباً في الأسر، ولم تعد أعدادها أبداً كما كانت في السابق.

## الانتشار والموطن
في الماضي، كان يَنتشر البيسون الأمريكي عبر قارة أمريكا الشمالية على امتداد السهول العظمى من جبال الروكي غرباً إلى غابات نهر المسيسبي شرقاً، حيث جابت هذه الثيران معظم كندا والولايات المتحدة فضلاً عن أجزاء من المكسيك، وكانت هي الحيوانات المسيطرة على السهول بقطعانها الضخمة التي جابت تلك المناطق بالملايين (فلطالما أجبرت قطعانها القطارات في أمريكا الشمالية على التوقف عن السير). لكن اليوم لم تعد تبلغ أعداد هذه الحيوانات في البرية إلا بضعة آلاف، بينما أصبح وُجودها الرئيسي محصوراً بالمزارع الخاصة والمحميات. تنتشر الأعداد الناجية اليوم من هذه الحيوانات عبر مزارع القارة، فمثلاً يُوجد 600 رأس منها في حديقة جزيرة الإلك الوطنية وأعداد أخرى في حديقة يلوستون الوطنية إضافة إلى أعداد صغيرة في حديقة فيرونجا الوطنية في الكونغو وحديقة بحيرات واترتون الوطنية في ألبرتا الكندية. يُوجد 25 قطيعاً على الأقل من البيسون الأمريكي في المحميات والمزارع الخاصة في الولايات المتحدة يَبلغ عددها 10,000 رأس على الأقل، وبالجموع بين حدائق ومزارع كلا أمريكا وكندا يُوجد ما يُقدر بـ140,000 رأس. عموماً، تفضل هذه الحيوانات العيش في السهول والمراعي وأودية الأنهار بالنسبة لبيسون السهول، أو في الغابات الصنوبرية والأراضي الرطبة لبيسون الغابات.

## الوصف
ثور البيسون الأمريكي هو أضخم حيوان يابسة في قارة أمريكا الشمالية بأكملها. فوزن هذه الحيوانات الضخمة يُمكن أن يَصل إلى 1,400 كغم، وأوزانها عموماً تتراوح من 700 إلى 900 كغم، وارتفاعها حتى الكتفين يَبلغ عادة ما يُقارب 1.8 متر أو مترين حتى، والمسافة بين طرفي قرنيها يُمكنها أن تبلغ 90 سم، أما طول الذكر البالغ وكامل النموّ منها فيَتفاوت من 3 إلى 3.8 أمتار. تسمى إناث البيسون بـ«الأبقار»، وهي أصغر حجماً من الذكور، فعادة ما يَبلغ وزنها 400 كغم فقط.

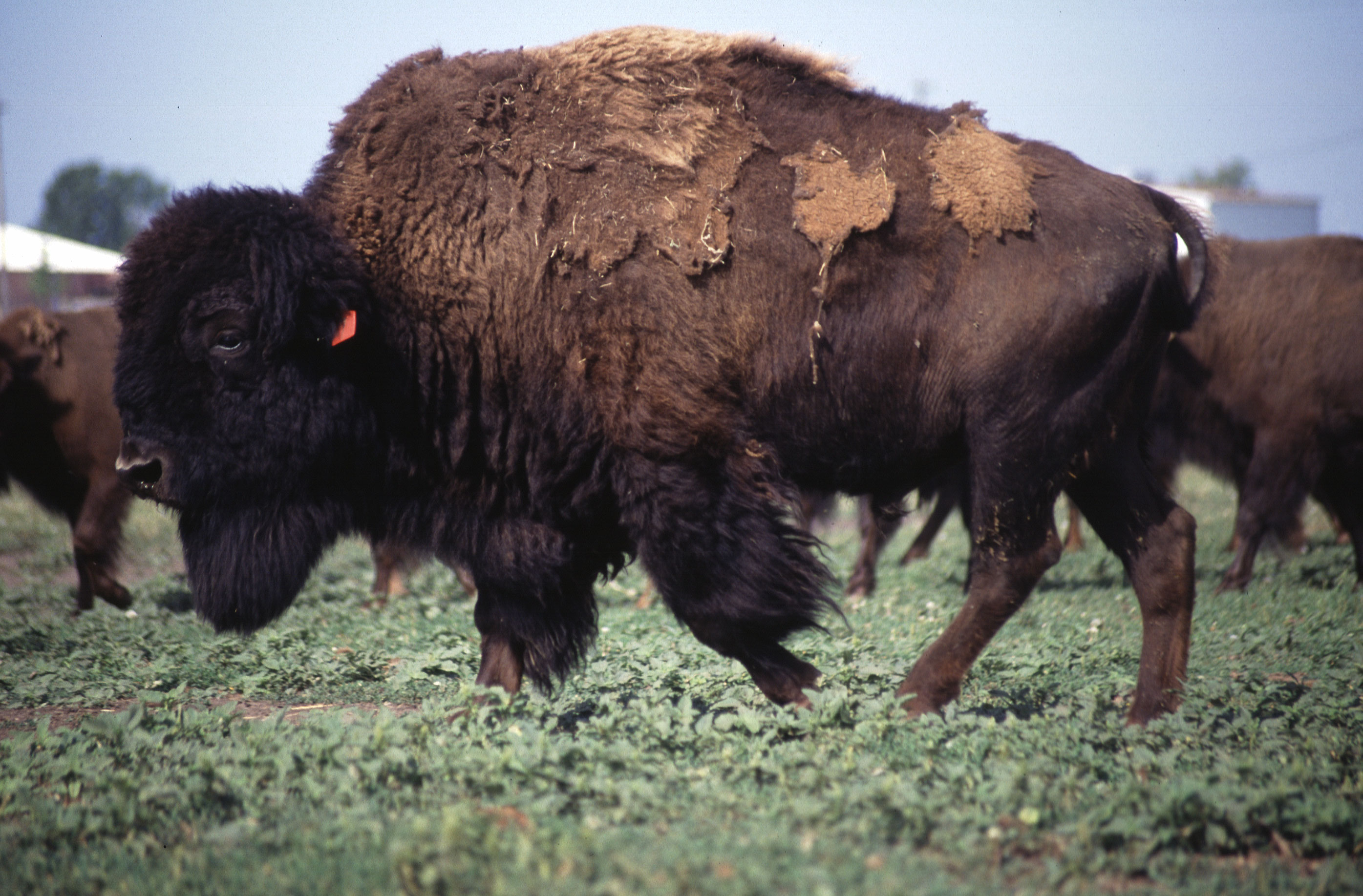
يَتميز البيسون بلحيته السميكة.

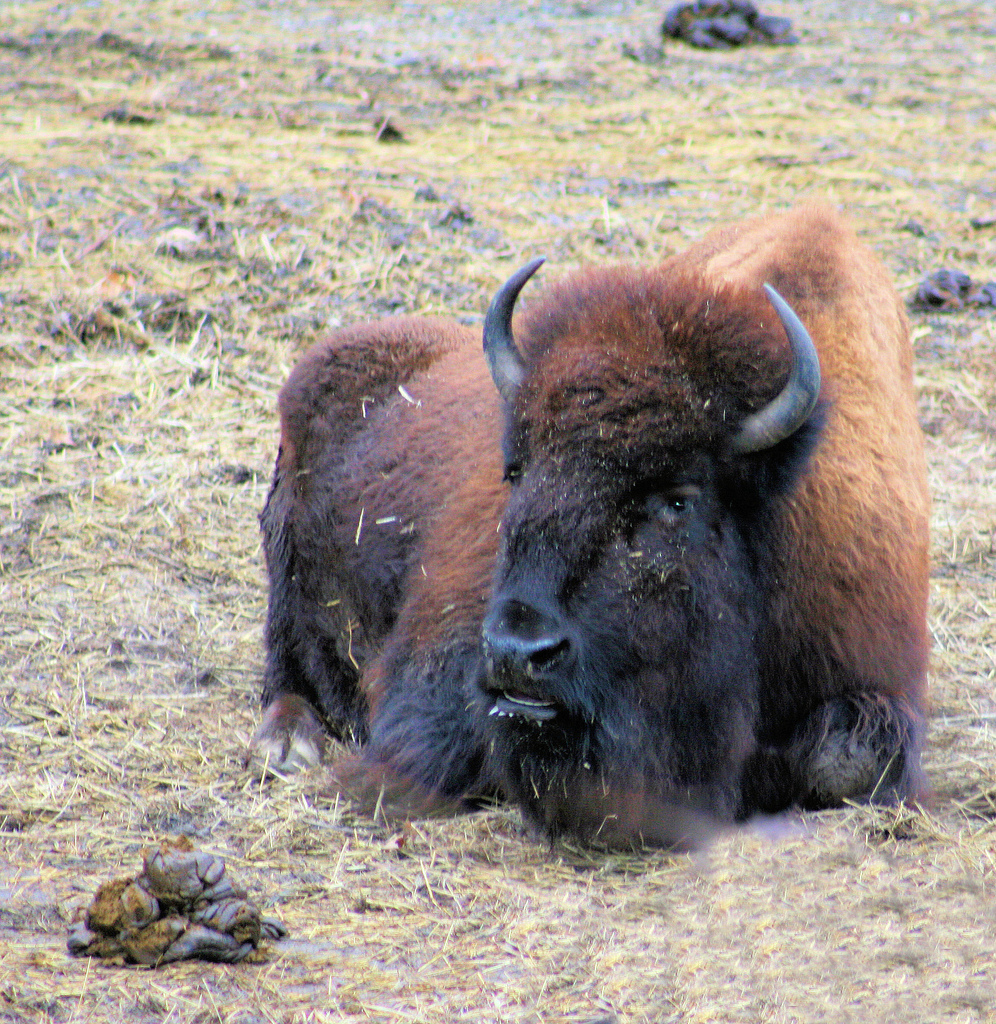
بيسون أمريكي جالس في أحد المراعي.

تيران البيسون هي حيوانات ضخمة تملك قرنين أسودين منحنين وحدبة عالية أشبه بالسنام تصل علوّ الكتفين، ولديها شعر أشعث بنيّ اللون حول رأسها ورقبتها. يَتدلى أيضاً فرو سميك وكثيف من أرجل البيسون الأمامية، بينما ظهره ومؤخرته مغطان بشعر أقصر، كما يَملك البيسون لحية طويلة وسميكة تتدلى من الذقن والقرنين المنحنيين يَتميز بها عن معظم الحيوانات الأخرى.
طورت حيوانات البيسون على مرّ التاريخ عدداً من التكيفات الجسدية التي تمكنها من البقاء، وهذه التكيفات عديدة. فمنها مثلاً طريقة المحافظة على حدة وصقالة القرون، فمن أجل ذلك تقوم هذه الثيران دائماً بحك قرونها بالأشجار أو الصخور المجاورة التي تعمل مثل حدادة السكاكين. كما أن حواس الشم والسمع عندها ممتازة لكي تستطيع تفادي أعدائها، فأنفها المُسطح العريض يَقوم دائماً بالتقاط الروائح والاستعداد لظهور عدوّ في أية لحظة، لكن في المقابل فإن بصرها ضعيف. تملك ثيران البيسون في الحقيقة طبقتين من الكساء يُغطيانها، فالأولى هي الطبقة التي تحت الفراء، وهي قريبة من الجسم لحبس الهواء الساخن المجاور للجلد، أما طبقة الفراء الخارجية السميكة فهي تمنع وصول الماء أو الرياح الباردين إلى الجلد وتعزله عنهما. لكن في الربيع يُلقى البيسون بكساء الشتاء لأنه لم يَعد بحاجة له، بينما يَعود الكساء ليَتكون مُجدداً في الشتاء القادم.

### الفرق بين البيسون الأمريكي والأوروبي

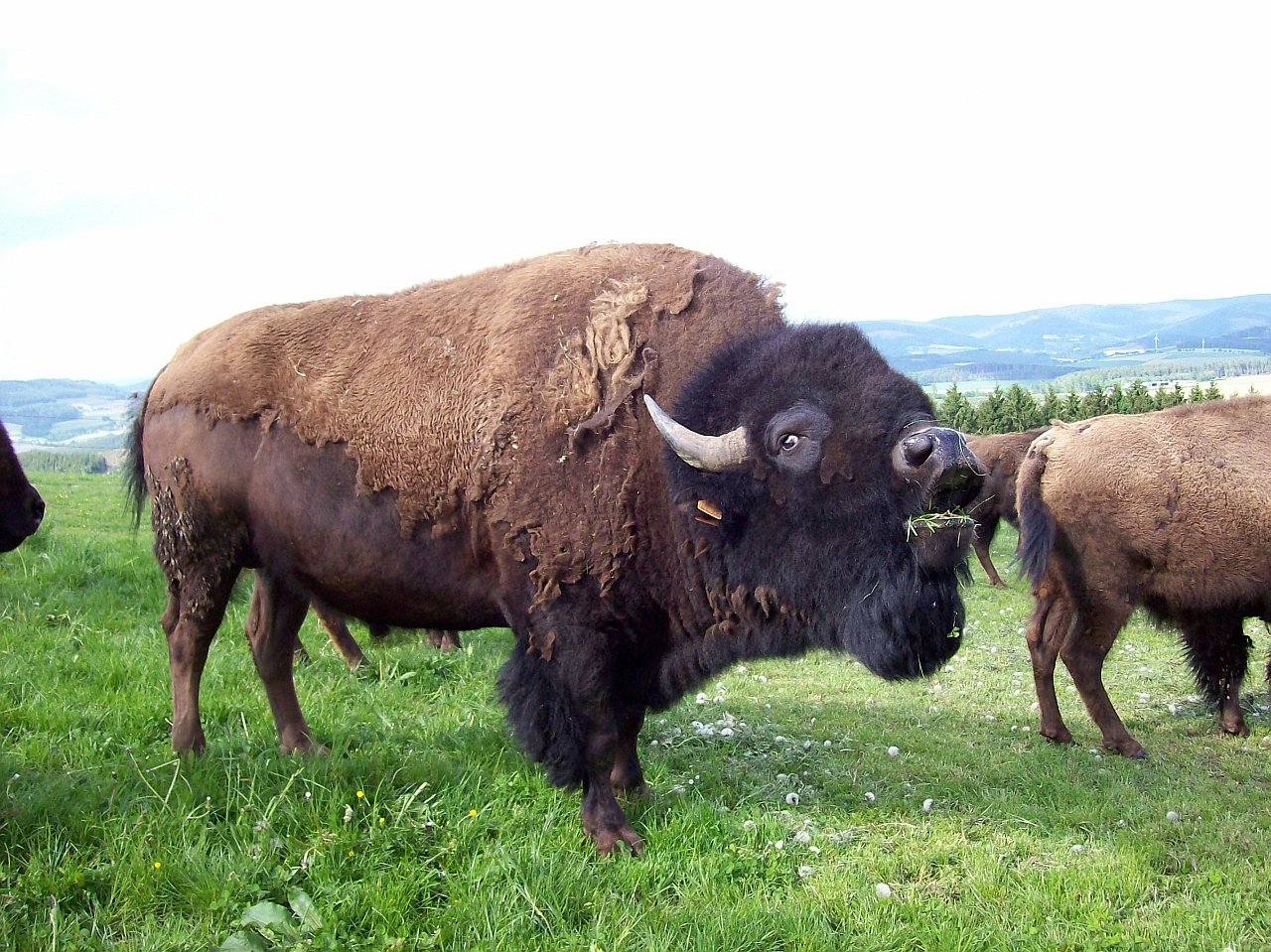
بيسون أمريكي.

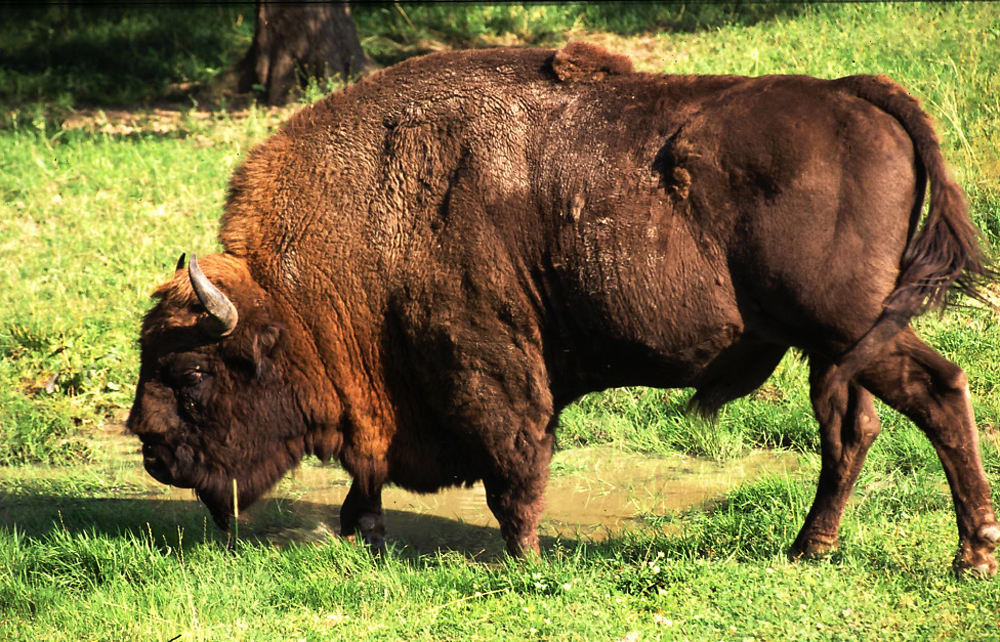
بيسون أوروبي أو ويسنت.

مع أن البيسونين الأمريكيّ والأوروبيّ يَبدوان متشابهين إلى حد ما للوهلة الأولى، فيُوجد عدد من الاختلافات الفيزيائية والسلوكية بينهما. فمثلاً من الناحية التشريحية، يَملك البيسون الأمريكي 15 زوجاً من الأضلاع بينما يَملك الأوروبيّ 14 زوجاً، كما أن الأمريكي لديه 4 فقرات قطنية بينما لدى الأوروبيّ 5 فقرات. بشكل عام، جسد البيسون الأمريكي أكثر اشعراراً من الأوروبيّ، مع أن شعر ذيل الأوروبي أغزر. وأيضاً قرنا النوع الأوروبي موجهان إلى الأعلى على امتداد الرأس، بحيث يُوجهان إلى الأمام عندما يَحني البيسون رأسه، وبهذا فهما مُعدان بشكل جيد للاستخدام في القتال والتشابك بالقرون، وذلك على عكس البيسون الأمريكي الذي يُفضل التقاتل بنطح الرؤوس. يُفضل البيسون الأوروبيّ أن يَأكل أوراق الأشجار في الغابات بدلاً من أن يَرعى السهول مثل الأمريكيّ، فرأس البيسون الأمريكي المُنخفض يُظهر هذا الاختلاف السلوكيّ بينه وبين الأوروبي، حيث أن هذا الرأس مُخصص لرعي الأعشاب الأرضية القصيرة التي يَحتاج النوع الأوروبي للانحناء إذا أراد الوصول إليها. والبيسون الأوروبي أيضاً ليس النوع الرئيسي في نظامه البيئيّ مثل الأمريكي (حيث كان البيسون الأمريكي بتعداده الهائل في السابق غذاءً رئيسياً لحيوانات السهول). عندما يَحل فصل الشتاء فإن ثيران البيسون الأوروبيّ تجتمع معاً في قطعان ضخمة ثم تفترق مُجدداً عندما يَذوب الجليد ويَذهب كل في طريقه، بينما تهاجر حيوانات البيسون الأمريكيّ معاً في قطعان كبيرة إلى الغابات بحثاً عن الغذاء والمأوى من الشتاء القارس.

## السلوك ونمط الحياة
تعيش معظم ثيران البيسون في قطعان متنوعة الأعمار تتضمن الإناث (الأبقار) والعجول حديثة الولادة والحوالي (ذوي السنة الواحدة) وشبه البالغين إضافة إلى عدد قليل من الذكور البالغة (الثيران)، فمعظمها يَمتلك قطيعاً خاصاً به. وعادة ما تقضي هذه الحيوانات حياتها ضمن مجموعات صغيرة تتألف من 20 بيسون أو أكثر يَقضون وقتهم كله في البحث عن الغذاء، ويَقود القطيع الذكر الأقوى والمُسيطر فيه. أما عند الهجرة فإن هذه المجموعات تجتمع معاً في قطعان ضخمة تتحرك معاً إلى وجهتها المُشتركة. تملك مجموعات البيسون هذه استراتيجيات خاصة للدفاع، فمع أنها قد تتشتت أحياناً وتهرب، إلى أنها في بعض الأحيان تقوم باستخدام حوافرها وقرونها للقتال بدلاً من ذلك، وفي بعض الأحيان تقوم بالدفاع عن نفسها بتشكيل حلقة دفاعية من ثيران البيسون أيضاً.
يَقضي البيسون ساعات النهار الحارة في الراحة ومضغ طعامه المُجتر، أو بالتمرّغ في الوحل هرباً من الذباب المزعج، في حين أن ذروة نشاطه تكون في ساعات النهار المُبكرة (الصباح) والمتأخرة (وقت العصر).

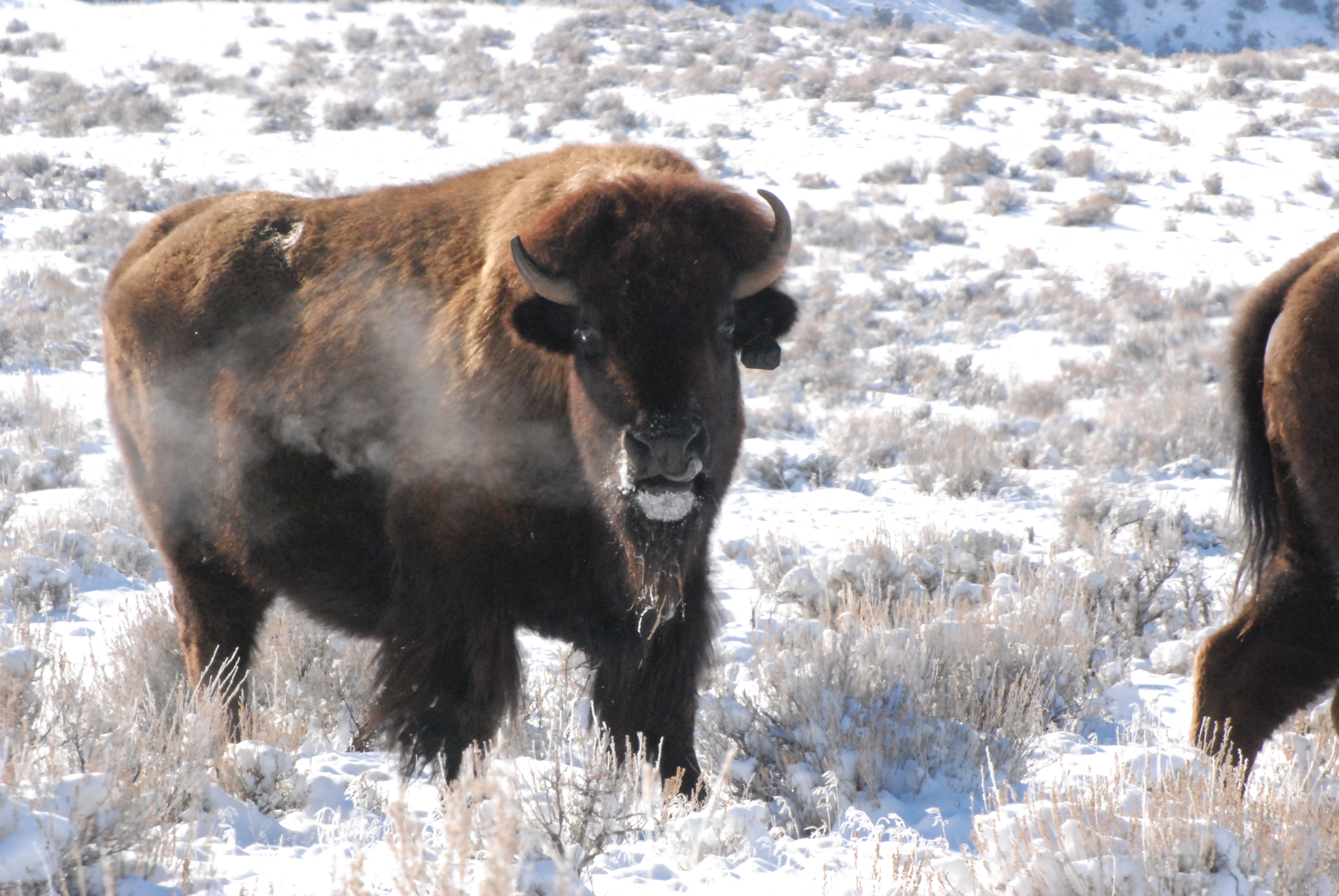
بيسون يرعى العشب خلال فصل الشتاء.

### نمط الحياة
أخطر الفصول بالنسبة لثيران البيسون هو الربيع، فحينها يبدأ جليد البحيرات والأنهار بالانصهار. وفي الماضي عندما كانت تجوب هذه الحيوانات السهول العظمى بأعداد هائلة كانت تموت منها أيضاً أعداد هائلة كل عام غرقاً في هذه البحيرات. ففي إحدى الحالات المسجلة لهذه الوفيات أحصى تاجر فراء في عام 1795 عدداً من حيوانات البيسون الغارقة في أحد روافد النهر الأحمر بلغ أكثر من 7,000 بيسون ميت. وما زالت تغرق في العقود الحديثة أعداد كبيرة من البيسون في فصل الربيع. وعندما يقترب الصيف يطرح البيسون كساءه الشتوي، ويمر شهران قبل أن يظهر كساؤه الجديد مجدداً. تكون ذروة موسم الذباب خلال هذا الفاصل بين طرح الكساء الشتوي وتكون الجديد، ولذا فتتمرغ ثيران البيسون خلاله ببرك الوحل للتخلص منه هذه الحشرات.
أفضل الفصول بالنسبة لهذه الحيوانات هو الخريف، فالذباب يرحل وتبدأ هذه الثيران بتسمين أنفسها استعداداً لفصل الشتاء القادم الطويل الذي يصعب فيه الحصول على الغذاء، ولذا فهو بماثبة فصل للطعام والراحة بالنسبة لها. يتغير نمط حياة ثيران البيسون قليلاً خلال الشتاء، فهي ترتدي كساءً سميكاً من الفراء ليحميها من البرد، وتواجه مشاكل خلال العواصف الثلجية، كما أنها تضطر للتنقيب عن النباتات والحشائش التي تتغذى عليها بإزاحة الثلج بأنفها ثم إخراج الطعام.

### التزاوج ودورة الحياة

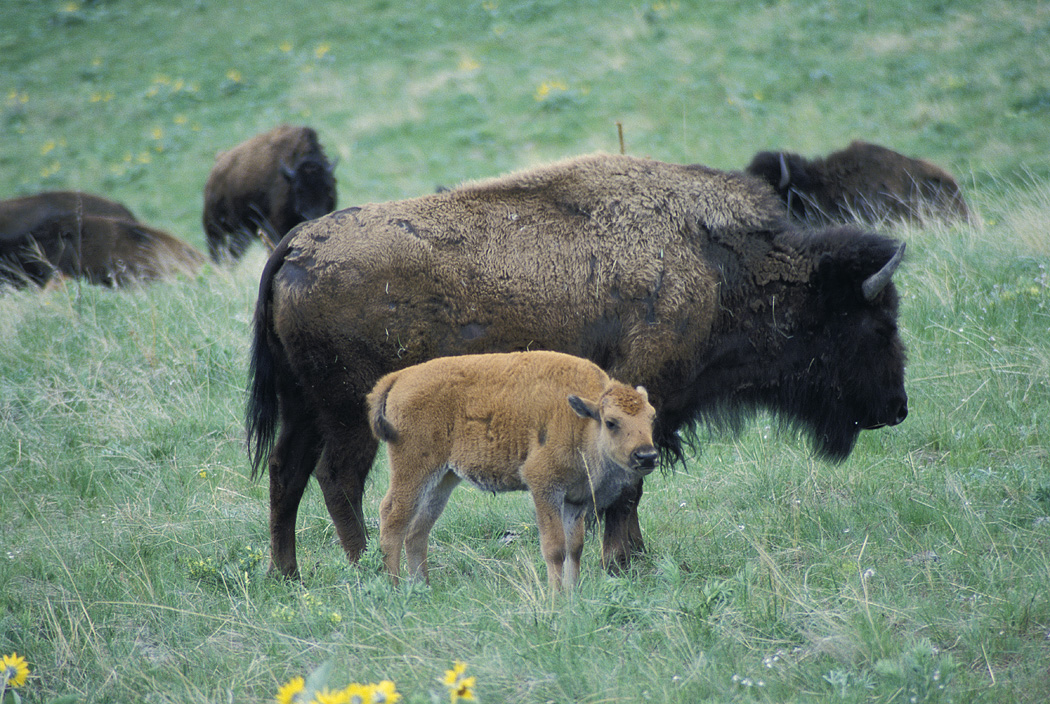
صورة لبقرة (أنثى بيسون) مع عجلها.

يَكون موسم التزاوج عند ثيران البيسون خلال شهري تموز وآب (يوليو وأغسطس)، ويُمكن أن يَمتد حتى شهر أيلول (سبتمبر)، وعادة ما يَدخل الذكور (الثيران) إلى قطعان الإناث (الأبقار) ويَختارون منها بقرة للتزاوج معها. بعد ذلك، يَستمر الثور بحراسة بقرته لمدة من الزمن تتراوح من بضع دقائق إلى عدة أيام، حيث يَبقى حائلاً بينها وبين بقية القطيع ويُهاجم أي ثور يُحاول الاقتراب منها، وإما أن ترفضه البقرة وتذهب بعيداً بعد ذلك أو أن تتقبله وتتزاوج معه.

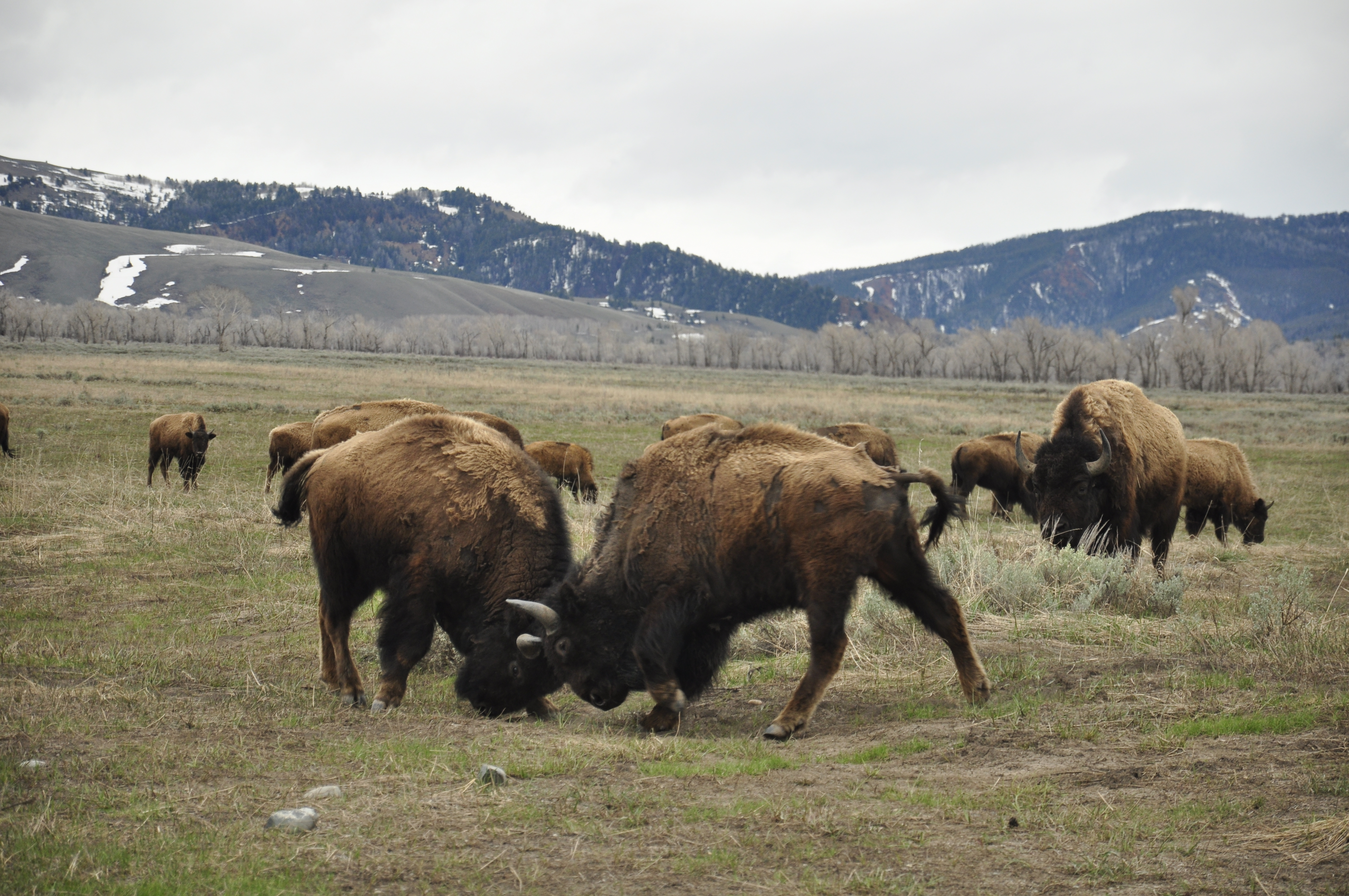
قتال بين بيسونين في "حديقة تيتون الكبرى الوطنية".

خلال شهري نيسان وأيار (أبريل ومايو) تذهب الأبقار إلى أماكن منعزلة لكي تلد، وتقوم بوضع عجل واحد فقط بعد مدة حمل تقارب 9 أشهر ونصف. يُمكن لصغير البيسون حديث الولادة أن يَقف على الأرض ويَبدأ بالرضاعة خلال ساعة واحدة فقط بعد ولادته وأن يَركض بعد ثلاث ساعات، ويَكون قادراً أيضاً على فتح عينيه عند ذاك ولونه يَكون بنياً محمراً (لكنه سيَتغير بعد بلوغه إلى البنيّ في الخريف والأصفر الشاحب في الشتاء والبني في الربيع والصيف)، وبعد أن يُولد يَبقى مع أمه منعزلاً عن بقية القطيع لبضعة أيام. تحب صغار البيسون اللعب كثيراً، فهي كثيراً ما تقضي وقتها في الجري والتناطح مع بعضها البعض برؤوسها، وتستمر الصغار بالرضاعة من أمهاتها لمدة سبعة شهور قبل أن تفطم، لكن أيضاً منذ أن يَبلغ عمرها أسبوعاً واحداً ستبدأ بقضم العشب. بعد ذلك، تصبح الأبقار قادرة على التزاوج عندما تبلغ عمراً يَتراوح من عامين إلى 3 أعوام، بينما تحتاج الثيران إلى حوالي 6 أعوام لكي تبلغ عمر التزاوج. يُمكن أن تصل أعمار حيوانات البيسون في البرية إلى 20 سنة، وفي بعض الحالات الاستثنائية تبلغ أعمارها 30 سنة.

### الهجرة
تهاجر ثيران البيسون خلال الشتاء إلى الأودية والمناطق المشجرة لتعثر على واقي من العواصف الثلجية الباردة، وهي لا تهاجر وحيدة، بل إن المجموعات الصغيرة التي تعيش ضمنها في العادة تجتمع كلها معاً في قطيع ضخم وتتحرك مهاجرة. فخلال الشتاء، يُعاني منتزه يلوستون الوطني - ومنتزهات أخرى - من نقص في الطعام بالنسبة لثيران البيسون، وتكون الأرض مغطاة بالثلوج لذا فإن حياتهم تصبح صعبة، فيُهاجرون ويَخرجون من حدود الحديقة الغربية والشمالية كل عام بحثاً عن مكان أفضل لقضاء الشتاء، ثم يَعودون بشكل طبيعي مع مطلع الربيع (ويُهاجر من حديقة يلوستون الوطنية 200 ثور بيسون كل عام في الوقت الحاضر). ربما كانت هجرة ثيران البيسون هي أضخم وأعظم الهجرات على كوكب الأرض على الإطلاق قبل الصيد العظيم، فقد بلغ عدد هذه الحيوانات 60 مليون رأس في الماضي تجتمع كلها في قطيع هائل وتعبر معاً السهول العظمى، وحتى الهجرات الضخمة المشهورة التي تحدث اليوم في أفريقيا لا تتجاوز أعداد الحيوانات فيها 1.5 مليون، وهذا لا يُقارن بعدد ثيران البيسون الهائل. فقد كان عدد حيوانات البيسون هائلاً لدرجة أنه لا زال بالإمكان من الجو رؤية أخاديد وخنادق عميقة حفرتها عندما كانت تهاجر عبر القارة قبل قرن من الزمان.

### الدروب
كانت أولى الشوارع في قارة أمريكا الشمالية (ما عدى دروب المستودون وثور المسك التي سُرعان ما تُطمس آثارها) عبارة عن آثار أقدام - «دروب» - لثيران بيسون أو غزلان خلَّفتها خلال هجرتها الموسميَّة، عندما تقطع قطعان هذه الحيوانات بأعداد لا تُحصى مسافات كبيرة لبلوغ قمم الجبال أو مناطق تجمُّع الأمطار هرباً من لهيب الصيف ورياح الشتاء. كثيراً ما كان يَستخدم الأمريكيون الأصليون هذه الدروب لتتبُّع آثار قطعان البيسون وصيدها، وقد استفاد منها أيضاً المُستوطنون والمستكشفون الأوائل عندَ بلوغهم أمريكا الشمالية.
في مُعظم الحالات كانت دروب البيسون تمتد من شمال أمريكا إلى جنوبها أو العكس، إذ أنه خط هجرة البيسون الأمريكي النموذجي، لكن معَ ذلك فقد وُجدت أحياناً بعض الدروب التي تمتدُّ من الشرق إلى الغرب، واستُخدمت هذه لتخطيط سكك العديد من القطارات في المنطقة لاحقاً. منها سكة تمتدُّ من «معبر كمبرلاند» وعبرَ «جبال بلو ريدج» وحتى ولاية كنتاكي، وأخرى من نهر أوهايو عبرَ نهر واباش وحتى مدينة فينيسنيس في ولاية إنديانا.

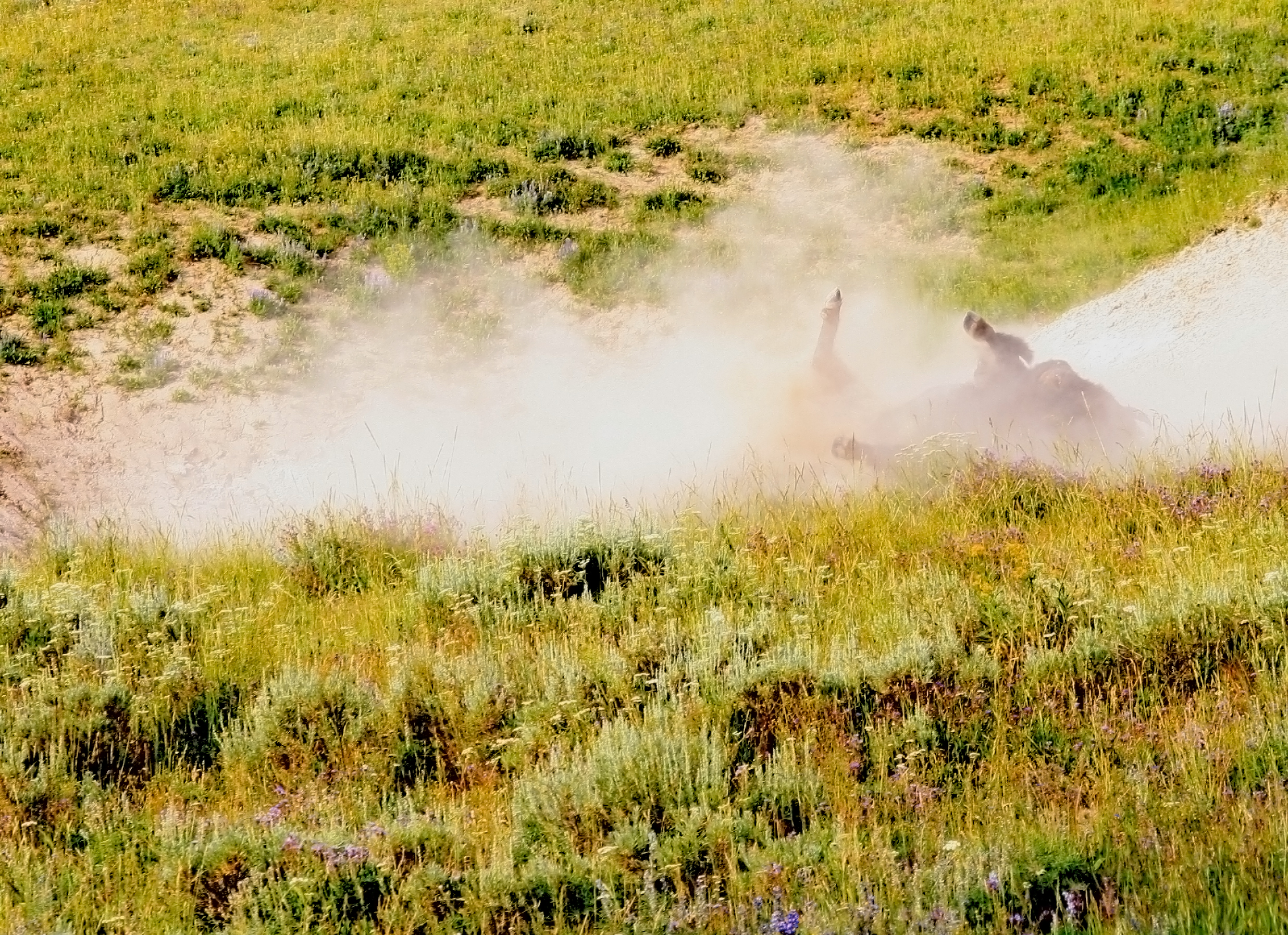
بيسون يَتقلب على الأرض بقوة للتخلص من الحشرات المزعجة.

### التمرغ بالوحل
تتسبب الحشرات بالإزعاج الدائم للبيسون لأنها تقوم على الدوام بعض جلده ووضع بيضها في فرائه، خصوصاً خلال فصل الصيف عندما يَصل موسم الذباب إلى ذروته. ولذا فإن التمرغ في الوحل والتدحرج والتقلب على الأرض يُساعدانه على التخلص من هذه الآفة. كما أن هذا التمرغ مهم في فصل الربيع، لأن البيسون يكون حينها لا يَزال مكسواً بغطائه الشتوي السميك الذي كان يَحميه من برد الشتاء القارس، لكن عندما يَبدأ الجو بالاحترار في الربيع فإن هذا الكساءَ يُصبح عائقاً للبيسون فيَقوم بالتمرغ بالوحل مما يُساعد على تساقط الفراء السميك بسرعة والتخلص منه.

### التغذي

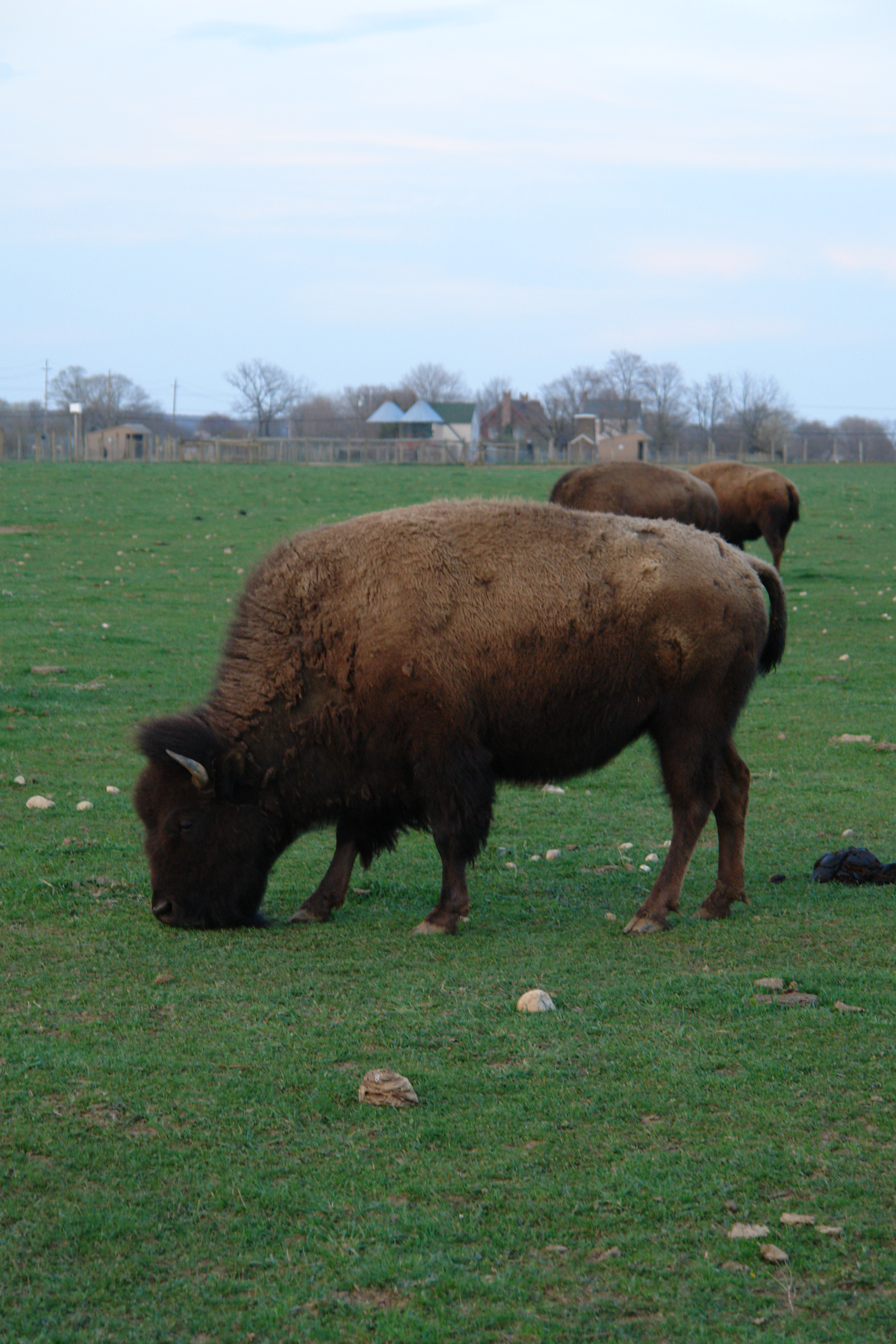
بيسون أمريكي يَرعى العشب.

ثيران البيسون هي حيوانات رعي، فغذائها يَتألف بشكل رئيسي من العشب ونبات البردي والحشائش الأخرى التي تنمو على الأرض، إضافة إلى غصينات وشجيرات صغيرة متنوعة تأكلها أحياناً، ومن وقت لآخر يُمكن أن تأكل ثمار التوت أو الأشنيات أو أوراق الأشجار ولحائها أو نبات الصفصاف. عندما يَحل فصل الشتاء وتنزح حيوانات البيسون إلى الغابات تكون الأراضي مغطاة تماماً بالثلوج، لذا فإنها تستخدم رأسها وحوافرها لإزاحة الثلج، حيث تستمر بتحريك رؤوسها من جانب إلى آخر وتدفع الثلج جانباً بأنفها فتكشف عن الأعشاب المطمورة تحت الثلج، وهي تتغذى طوال الشتاء القارس بهذه الطريقة. يُمكن أن تأكل ثيران البيسون خلال أي ساعة من اليوم، لكن معظم نشاطها يَكون أثناء ساعات النهار.
في الأيام التي استعمرت فيها هذه الحيوانات السهول العظمى، كانت تتغذى على أصناف عديدة من الأعشاب المحلية الغنية بالمواد الغذائية. وفي تلك الأيام، كان لثيران البيسون تأثير ضخم على بيئة السهول التي قطنتها، فعندما كانت ترعى المروج العشبية بأعدادها الهائلة كانت تستحث نموّ العشب الذي يَزدهر عندما تكون مدة حياته قصيرة، وكما أنه من المُحتمل أن روثها الذي كانت تخلفه بعد الطعام كان عاملاً هاماً في بناء تربة المروج الخصبة والغنية بالمواد العضوية، والتي كانت مفيدة للبيسون نفسه.

### الافتراس

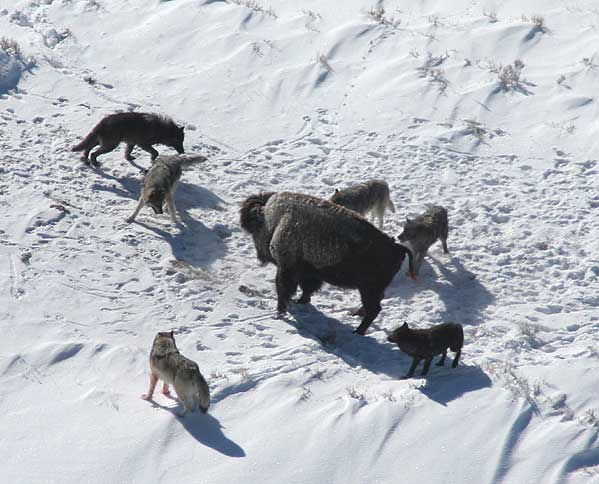
ذئاب تطوق بيسوناً استعداداً للانقضاض عليه وافتراسه.

نظراً لحجم البيسون الأمريكي وقوته إضافة إلى عيشه في قطعان فإنه لا يَملك الكثير من الأعداء، وحتى الضواري التي يُمكن أن تفترسه أحياناً نادراً ما تفعل ذلك له، لكن مع ذلك فيُمكن أن تقوم الذئاب أو الكواجر أو الدببة الرمادية أو السوداء بمهاجمة العجول أو العجائز أو الأفراد المرضى منه في بعض الحالات. عادة لا تهاجم هذه الحيوانات ثيران البيسون أو تستهدفها إلا في الشتاء القارس، حين يَقل الغذاء وتصبح حيوانات البيسون غير قادرة على إضاعة طاقتها في حماية بعضها بعضاً. وحتى في ذلك الوقت فالذئاب لا تهاجم عادة إلا العجول والحيوانات شبه البالغة، لأن مهاجمة بيسون بالغ تحتاج نموذجياً إلى مجموعة من 7 ذئاب على الأقل للقيام بالهجوم، وحتى حينها تخسر الذئاب المعركة على الأرجح. عادة ما تستخدم ثيران البيسون طريقة الهرب للدفاع عن أنفسها من الذئاب، حيث يُمكنها أن تركض بسرعة 50 كيلومتر في الساعة مما يَتجاوز سرعة الذئب، كما يُمكن في بعض الحالات أن تستخدم حوافرها أو قرونها للدفاع عن نفسها.
يُمكن أن تقوم الدببة الرمادية أيضاً بمطاردة البيسون وافتراسه كما سُجل في بعض الحالات، ويُمكن أيضاً أن يَسعى وراء العجول حديثي الولادة، وفي هذه الحالات فتضطر الأم أحياناً لقتال الدب دفاعاً عن عجلها ويُمكن أن تستخدم حوافرها وقرونها لذلك. يُمكن أيضاً أن تقوم الدببة الرمادية بسرقة ثيران البيسون التي اصطداتها الذئاب، ففي بعض الحدائق سُجل أنه في 90% من الحالات التي تصطاد فيها الذئاب بيسوناً يَقوم دب رمادي بسرقته.
يُوجد مثال على المعارك الطبيعية بين الذئاب وثيران البيسون في حديقة يلوستون الوطنية في الولايات المتحدة، ففي فصل الشتاء عندما تهاجر الظباء تصبح حيوانات البيسون هي أكثر الفرائس المُحتملة للذئاب وفرة. ويَتم في هذه الحديقة تسجيل ضحايا البيسون من صيد الذئاب دورياً، فقد بلغ عدد حالات الافتراس المُشابهة 4 في الفترة بين عامي 1995 و1998، ولاحقاً وصل إلى 16 حالة بين 1998 و2000.

## تاريخ التطور والترحال
كان من حقق أول اكتشاف لنوع من البيسون القبل تاريخيّ هو وليام كلارك عام 1807 ضمن العظام العديدة التي عَثرَ عليها في بركة الأسفلت القبل تاريخية. فضمن المجموعة الكبيرة التي وجدت من بقايا حيوانات ما قبل التاريخ، كانت توجد أجزاء من جمجمة وساق وشظايا فك لحيوان بدى أنه نوع من الماشية، ولم يُعرف نوع الحيوان بدقة أكبر حتى وصلت العينة إلى جوزيف ليدي عام 1852، فأقر بأنها نوع جديد من البيسون أطلق عليه اسم «بيسون أنتيكس» وأحياناً يُسمى أيضاً بـ«البيسون القديم». وبعد فترة، عُثرَ على مسافة بضعة كيلومترات من نفس موقع اكتشاف العظمة الأولى بقايا لنوع جديد اسمه «بيسون لاتيفورنز».
يُعتقد حالياً أن نوع بيسون أنتيكس هو السلف المُباشر لتحت نوعي البيسون الأمريكيّ الحديثين: بيسون السهول (ب. بيسون بيسون) وبيسون الغابات (ب. بيسون أثاباسكاي)، ومن المُتحمل أن بيسون أنتيكس كان بدوره قد تطور من نوع «بيسون بريسكس». كان بيسون أنتيكس أكبر نوعاً ما من التحت نوعين الحديثين، لكن من المُحتمل أن حجمه كان قد انخفض خلال أوائل عصر الهولوسيني، نتيجة لأسباب يَعزوها البعض إلى صيد هنود ما قبل التاريخ له. ظهرت أولى الثيران التي تنتمي إلى جنس البيسون في أوراسيا خلال عصر البليوسين قبل 2.5 مليون سنة، وأكثر أنواعه شيوعاً وانتشاراً في سجل الأحافير كان البيسون بريسكس الذي عاش على الأرض خلال الفترة التي تتراوح من 70,000 إلى 20,000 عام من الآن (فكثيراً ما رُسم في كهوف العصر الجليدي).
كان بيسون ما قبل التاريخ أكبر عموماً من البيسون الحديث، فقد بلغت المسافة بين طرفي قرني بعض أنواعه مترين تقريباً، وبالمقارنة فعند البيسون الحديث عرض القرنين ليس سوى 0.6 متر. كما أن أوزان البيسون قبل التاريخيّ وصلت إلى 2,500 كيلوغرام، أما البيسون الحديث فقد انخفض وزنه حتى طن واحد فقط.

### الهجرة إلى أمريكا

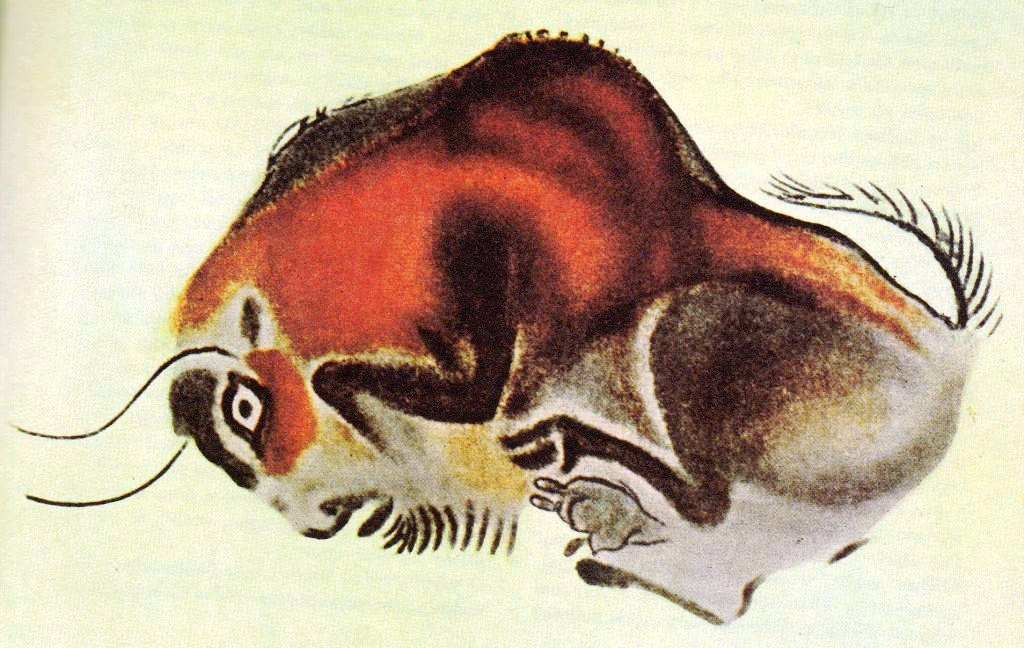
إعادة ترميم لرسم قديم من كهوف ما قبل التاريخ لثور بيسون. ألتاميرا، إسبانيا

كان سلف البيسون الأمريكيّ المُسمى «بيسون برايسّس» يَقطن في الأصل ألاسكا ضمن قارة آسيا، وظلت ثيران البيسون في عهده واحدة من أكثر الثدييات الكبيرة وفرة وانتشاراً في ألاسكا (وقد ظلت هناك حتى فترة حديثة، عندما انقرضت بسبب الصيد قبل بضعة قرون). عاش البيسون برايسّس هناك منذ 70,000 عام، وظل كذلك لمدة طويلة، ثم قبل مدة تتراوح من 300,000 إلى 150,000 عام بدأت هذه الثيران فجأة بالنزوح في جماعات ضخمة إلى أمريكا الشمالية عبر ممر اليابسة بيرنجيا، ويُعتقد أن الهجرة كانت بشكل رئيسي ضمن موجتين كبيرتين حدثتا خلال الفترة المذكورة آنفاً. وقبل مدة تتراوح من 30,000 إلى 21,000 عام تقريباً اختفت البيسون برايسّس وجاء ليَحل مكانه نوع جديد هو «البيسون أنتيكس» أو البيسون القديم. إن البيسون القديم هو حيوان منتشر جداً في رسوبيات تلك العصور، وقد كان مورداً غذائياً هاماً لهنود ما قبل التاريخ (فقد عُثرَ في بعض مناطق صيده التي ارتادها هؤلاء على بقايا لأكثر من 200 ثور بيسون قديم). لكن قبل 10,000 فقط، انقرض البيسون القديم تماماً من أمريكا الشمالية، وجاء مكانه البيسون الأمريكيّ الحديث الذي لا زال يَقطن قارة أمريكا الشمالية اليوم لكن بأعداد أقل مما مضى عندما كان يُسيطر على السهول العظمى.

## تاريخ الصيد

### العصور القديمة

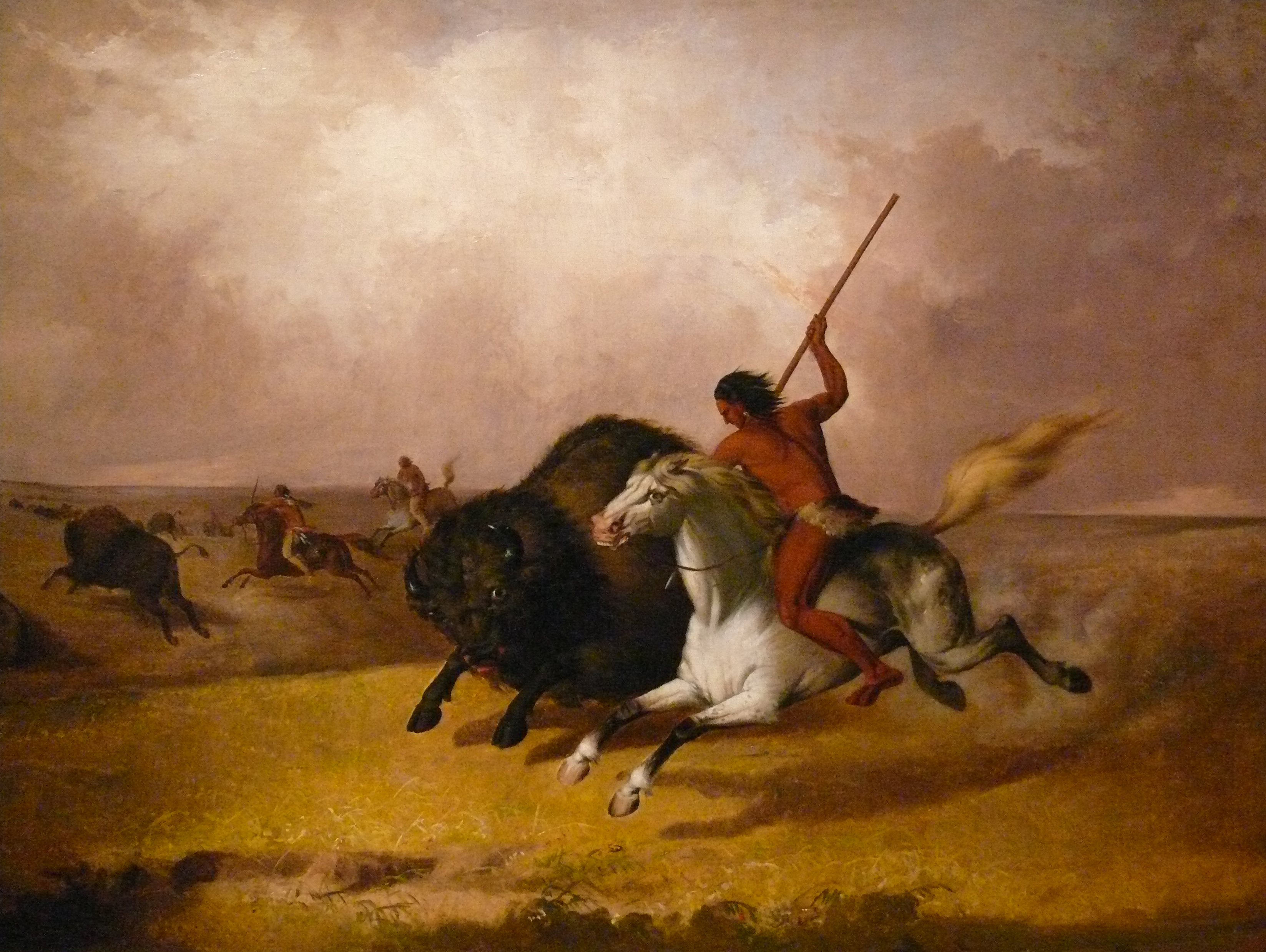
رسم يُظهر أمريكياً أصلياً يَصطاد ثور بيسون أمريكيّ.

البيسون هو أضخم حيوان يابسة في قارة أمريكا الشمالية، وهو حيوان كبير جداً وهائل الوزن، جال هذا الحيوان بأعداد هائلة سهول أمريكا ومناطقها العشبية، مسيطراً على هذه المناطق من غابات نهر المسيسيبي غرباً إلى منحدرات تلال جبال الروكي شرقاً، ومن ألبرتا الكندية شمالاً إلى حدود المكسيك جنوباً. ومع أن صيد هذا الحيوان كان صعباً قليلاً بسبب سرعة جريه، فقد طورت قبائل الأمريكيين الأصليين سريعاً تقنيات ليَستطيعوا صيده والاستفادة من خيراته منذ أن أسسوا قراهم الأولى قبل 20,000 عام. كانت هناك عدة طرق للصيد، فيُمكن أن يُطوقوا قطعان البايسون الصغيرة بسلسلة بشرية، ثم يَرموها بالسهام بسهولة بعد أن تكون قد تجمعت مع بعضها للحماية، بينما تعلمت قبائل أخرى كيفية تشتيت هذه الثيران عبر الجروف وتعددت وسائل الصيد عندهم.
عندما كان يَصطاد هؤلاء الهنود ثور بايسون كان النساء يَقمن باستخراج لحمه وأجزائه الأخرى، وهن لم يُضيعن أي جزء منه. فقد كان الهنود يأخذون جلده الصوفيّ السميك للتدثر، وشعره وأحياناً عضلاته لصنع الحبال وأوتار الأقواس، وقرونه القوية للأسلحة مثل رؤوس السهام والأوعية المنزلية وأدوات الطعام، وعظامه للسكاكين والأسلحة وأوعية الطعام وللألعاب والمزامير، وذيله شعار للشرف ومهواءة وغمد للسكاكين، ودماؤه للرسم والشرب، وكبده للأكل والتدريب على الرماية، ورئتاه حاويات للطعام والماء، وحتى معدته كانوا يَضعون فيها حجراً ساخناً أحمر ثم يَستخدمونها كغلاية للحساء، وطبعاً والأهم من ذلك لحمه لأكله والاقتات عليه خلال العام.
كان الهنود يَحتفلون بعد كل صيد ناجح على شرف البيسون الميت، فقد كانوا يُؤمنون بالروح العظيمة التي تحميهم والتي عليهم شكرها على ما تعطيهم. وقد كان البيسون سبباً رئيسياً في نجاة الأمركيين الأصليين خلال فصل الشتاء القارس، فمع قلة النبات يُصبح مورداً غذائياً رئيسياً ومصدراً للملابس التي تدفئ من برد الشتاء، وكان أساسياً جداً لحياتهم عموماً كونه واحدة من كبرى ثروات القارة.

### الصيد العظيم

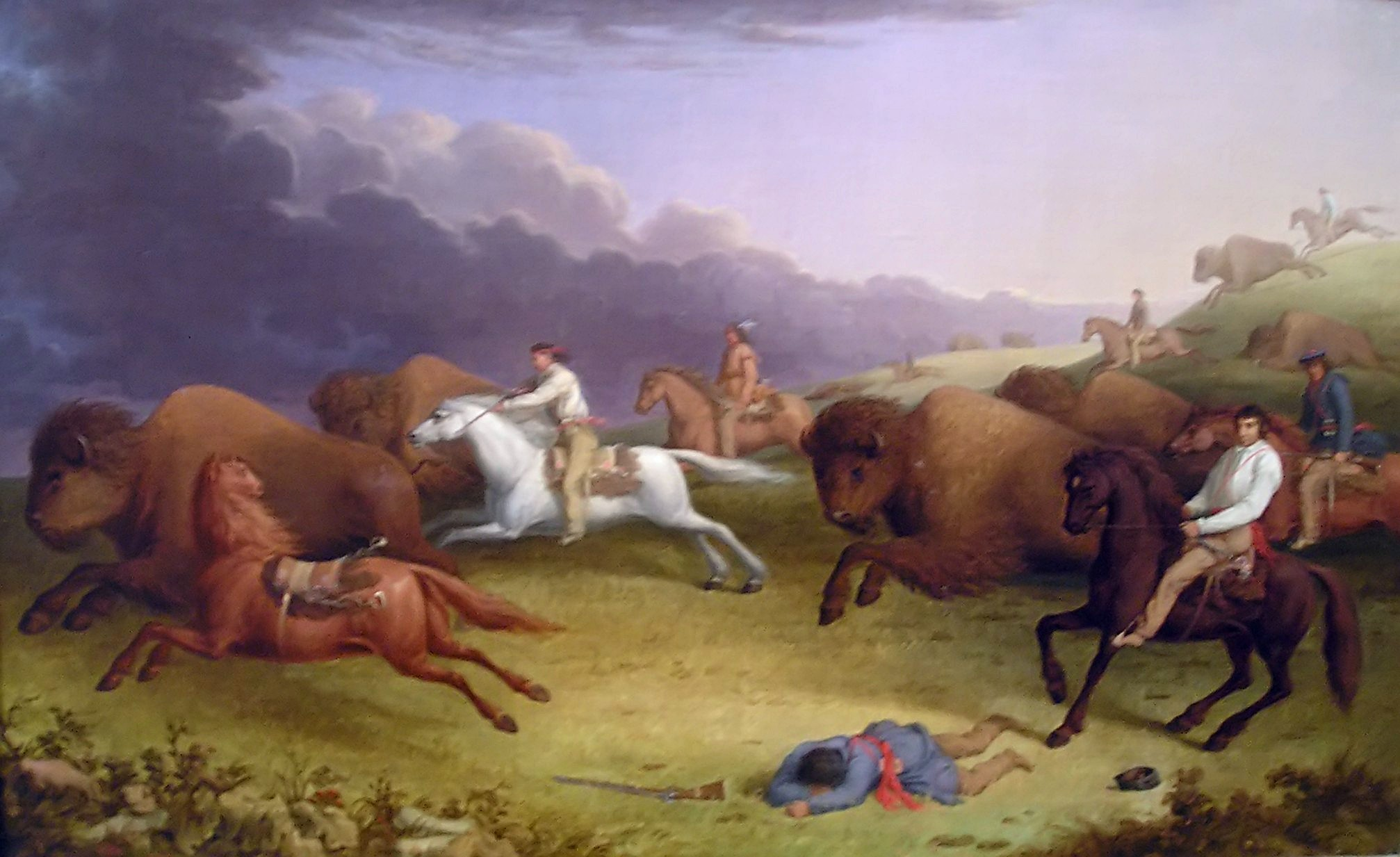
المستوطنون الأمريكيون يَصطادون البيسون من أجل فروه.

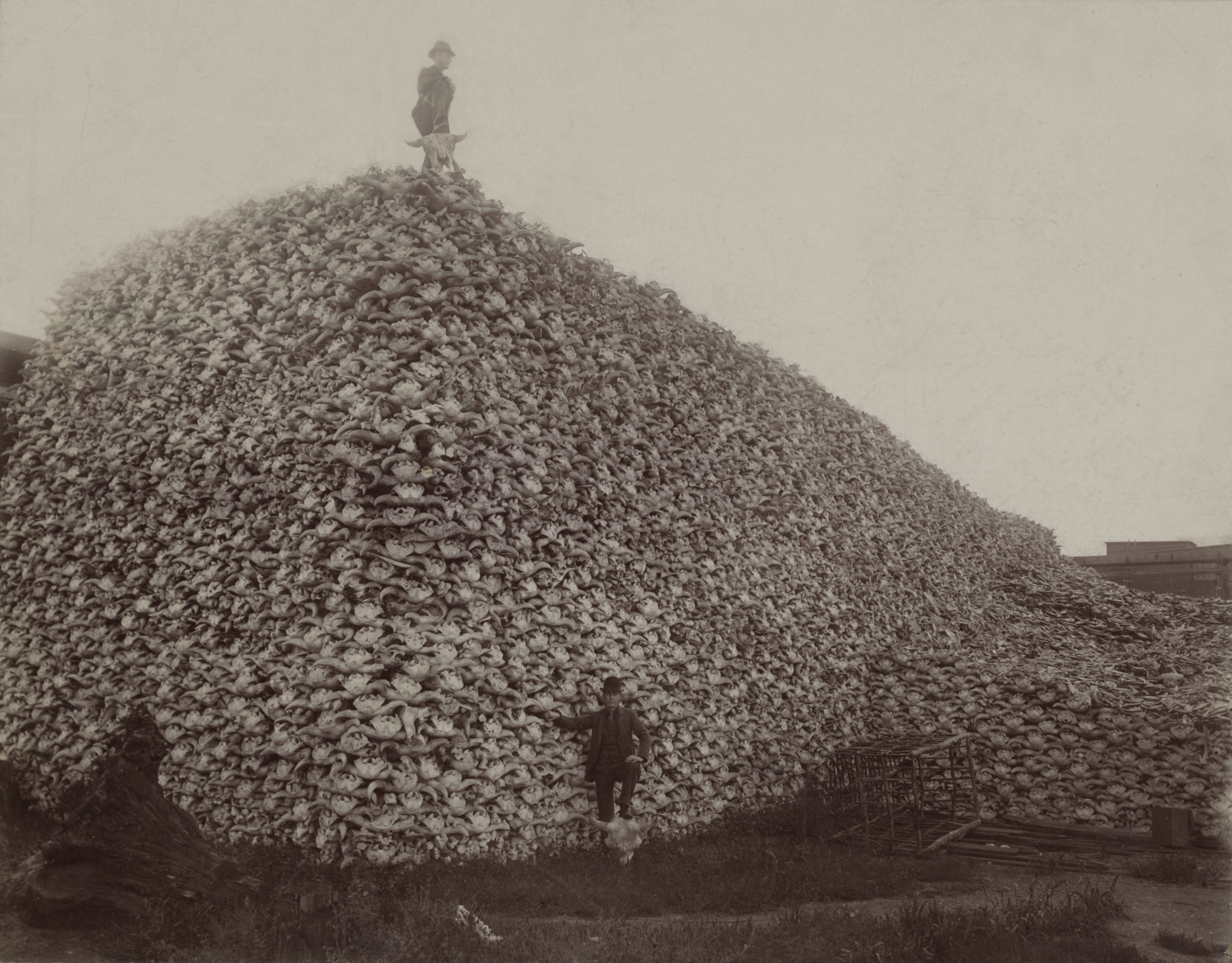
إحدى مجازر ثيران البيسون في سبعينيَّات القرن التاسع عشر.

مع وصول المستوطنين الجدد في القرن السابع عشر، نشأت تجارة الفرو في أمريكا الشمالية، فبدأت أعداد ثيران البيسون بالتناقص منذ ذلك الوقت. وقد وصلت التقديرات في أوائل القرن التاسع عشر إلى أنه كان يُقتل 200,000 بيسون سنوياً من أجل تجارة الفرو وشحنه إلى أوروبا. لكن ما سبب شبه-انقراض البيسون فعلاً هو وضع حكومة الولايات المتحدة الجديدة خلال القرن التاسع عشر لقانون بوجوب صيد ثيران البَيسون بهدف تجويع سكان أمريكا الأصليين وهزمهم. تركزت أعمال الصيد ما بين ثلاثينيات وستينيات القرن التاسع عشر، وخلال السبعينيات اختفت معظم قطعان الجنوب، حتى أنه سجل في بعض المناطق صيد 120 بيسون خلال 40 دقيقة فقط. ثم بحلول عام 1883 قتلت آخر ثيران البيسون ضمن هذه الحملة في داكوتا الشمالية. تتفاوت التقديرات حول عدد ثيران البيسون قبل هذه الحملة، فهي تتراوح من 30 إلى 200 مليون ثور، ومعظمها من 30 إلى 70 مليون، لكن بعد عام 1983 انخفضت أعداد البيسون من تلك الأرقام إلى 551 ثور فقط.

### التعافي والصيد الحديث

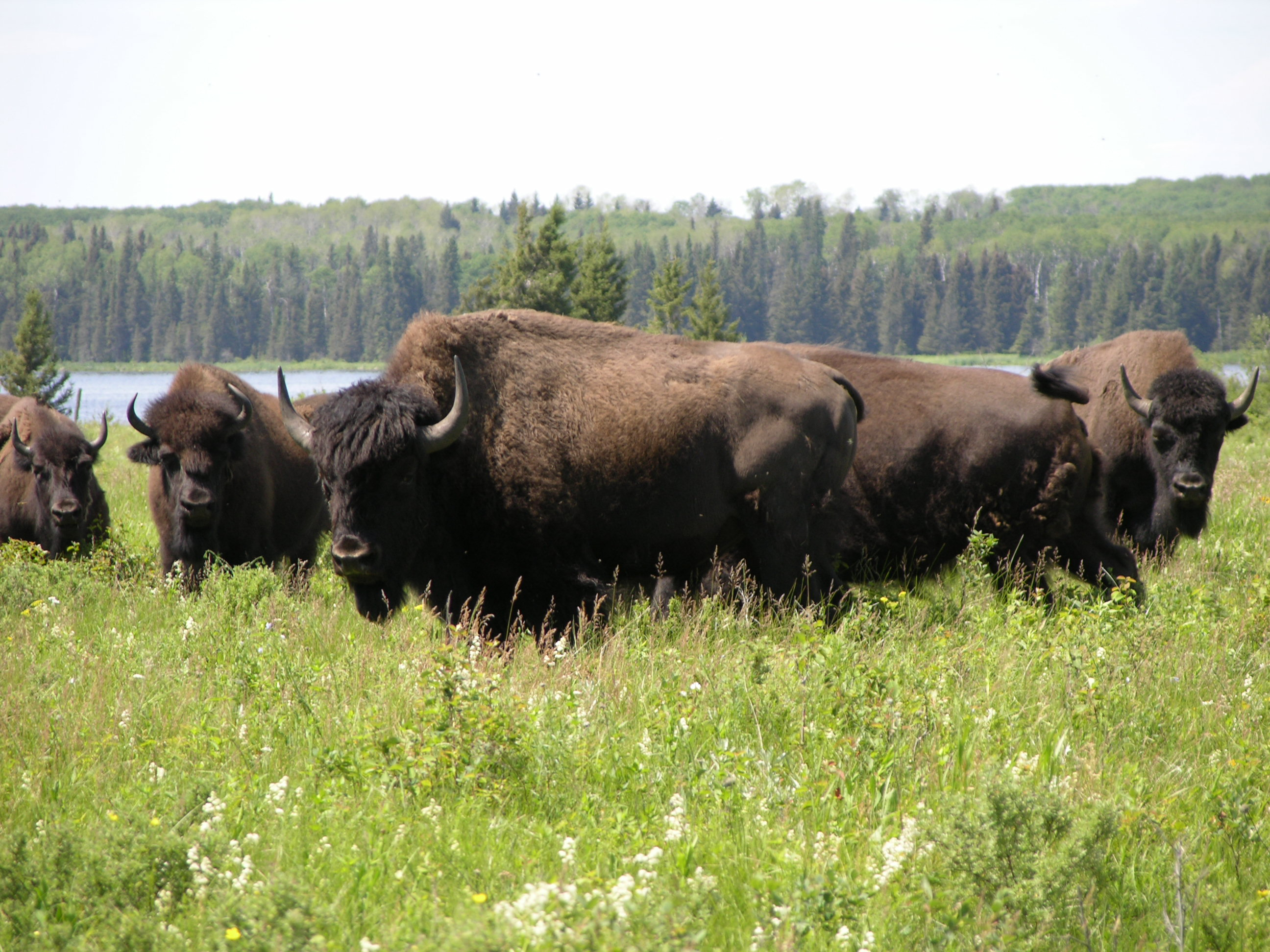
قطيع من ثيران البيسون يَجوب حديقة وطنية في مانيتوبا - كندا.

عند نهاية القرن التاسع عشر اضمحلت حملات الصيد المكثفة بعد أن تركت ثيران البيسون على حافة الانقراض وفي وضع حرج جداً، فقد انخفضت أعدادها في المزارع الخاصة إلى أقل من 1,000، ولم يَبقى سوى 23 حيوان في البرية، لكن مع مطلع القرن العشرين بدأت الأراضي الخاصة عبر غربي الولايات المتحدة بإعادة إنماء قطعان البيسون. ففي عام 1905، تكونت واحدة من الحركات المبكرة لإنقاذ ثيران البيسون من الانقراض وهي «جمعية البيسون الأمريكي»، وقد نشأت هذه الجمعية في البداية في المقر الرئيسي لحديقة حيوانات برونكس الحالية التابعة لـ«جمعية صيانة الحياة البرية»، وبدأت بمحاولات لإعادة توطين الحيوانات الناجية في السهول العظمى. وفي ستينيات القرن العشرين، قدرت الجمعية الجغرافية الوطنية وُجود 20,000 بيسون حيّ في الولايات المتحدة. وبدأت أعداد ثيران البيسون بالتزايد بسرعة أكبر مع دخول المزارعين الخاصين إلى مجال تجارة البيسون، فالطلب المتزايد على لحوم هذه الحيوانات حفز المزارعين بقوة على زيادة أحجام قطعانهم.
اليوم وبعد عمليات الإنماء الكبيرة لقطعان البيسون في المحميات والمزارع الخاصة، بلغ عدد هذه الثيران 220,000 رأس في الولايات المتحدة الأمريكية (2009)، ووصلت بعض التقديرات إلى 350,000 رأس حتى، مما أتاح عودة رياضة صيد هذه الثيران التي لم يَكن هناك مجال لها أثناء وضعها الحرج خلال القرن الماضي. لكن من بين كل هذه الثيران، لا يَجوب البرية اليوم سوى 20,000 منها، بينما البقية ما زالت محفوظة ضمن المزارع الخاصة والمحميات. وفضلاً عن هذا، فقد كشفت الدراسات الحديثة أن معظم الربع مليون بيسون هؤلاء ليسوا من جينات بيسون صافية، بل حمضهم النووي في الحقيقة مختلط مع مقدار صغير من من جينات الماشية، وهذه هي عاقبة تهجين المزارعين للماشية وثيران البيسون قبل قرن من الزمان، فثيران البيسون القليلة التي نجت بجينات خالصة مثل جينات الثيران التي عاشت قبل مئات السنين تواجه الآن خطر الانقراض.
بأي حال، مع تعافي ثيران البيسون من جديد وعودة أعدادها للازدياد، عادت أيضاً رياضة صيدها، فهذه الحيوانات هي حالياً أضخم حيوانات رياضة وألعاب في أمريكا الشمالية، وقد أصبحت مورد دخل للعديد من المزارع التي بدأت تُتيح صيد هذه الثيران فيها. فتم افتتاح عدة مزارع للعامة لصيد البيسون عبر أمريكا الشمالية، وذلك في ولايات: داكوتا الجنوبية ومونتانا وألبرتا، وما زال عدد هذه المزارع يأخذ بالتزايد مع الوقت.

### الجينات

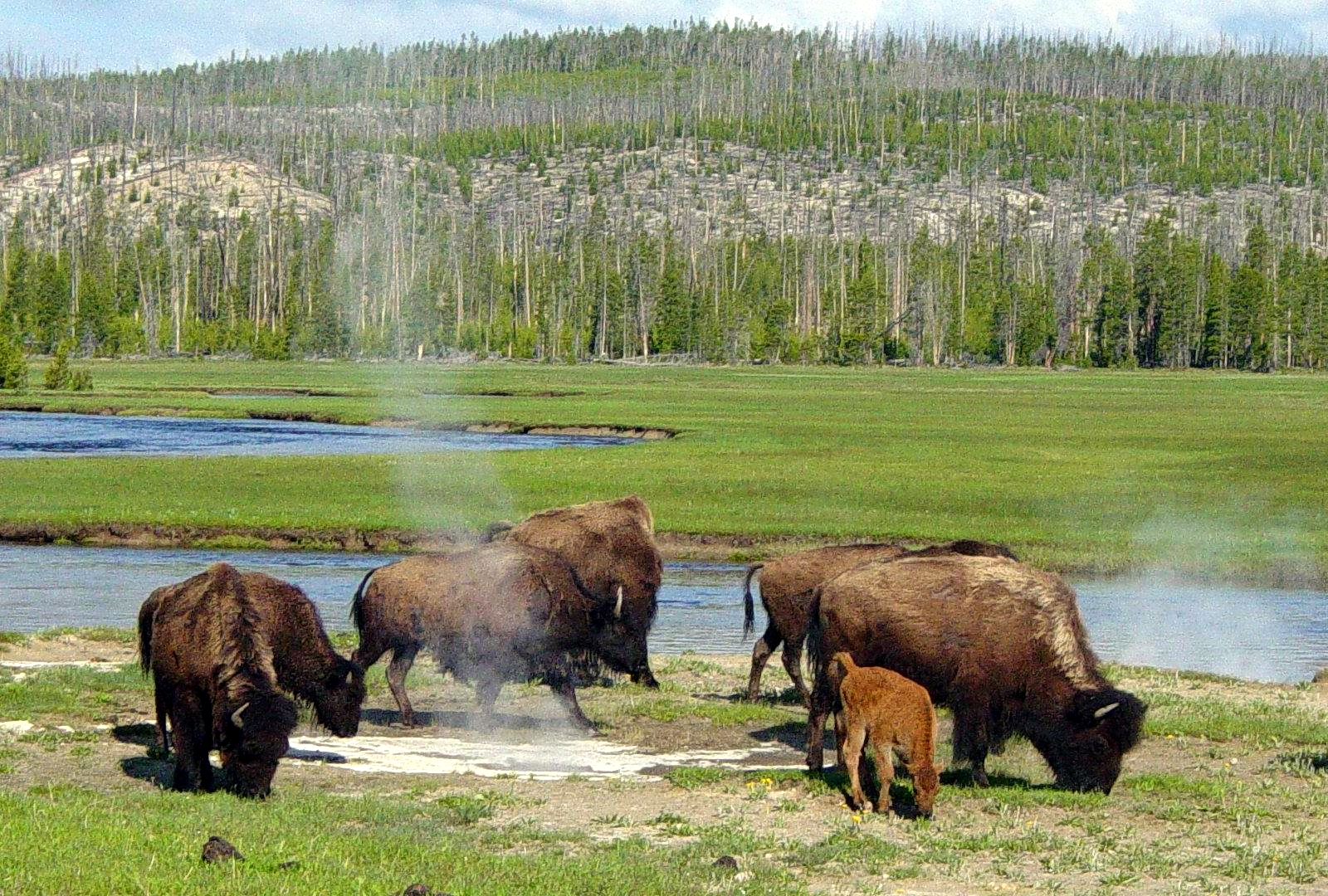
أفراد من قطيع بيسون حديقة يلوستون الوطنية قربَ ينبوع مياه ساخنة.

أبرز مشكلتان تواجهان تعافي البيسون الأمريكي اليوم هُما افتقاره إلى التنوع الوراثي ومروره بظاهرة عنق الزجاجة السكانية، اللتين نتجتا عن أعداده بالغة الضآلة التي تبقّت بعد وصوله إلى حالة من شبه الانقراض فيما مضى، كما أن مشكلة إضافية برزت لاحقاً بسبب خلط جيناته بجينات الماشية عن طريق عملية التهجين.
يُصنف البيسون الأمريكيُّ رسمياً وفق سلطات الولايات المتحدة الأمريكية كنوع من الماشية، وبالتالي فإن الحكومة تسمح بإدارة قطعانه بهذه الطريقة (تهجينها مثلاً)، وذلك نتيجة للتشابهات الكبيرة الموجودة بينه وبين الماشية. ومع أن البيسون الأمريكي ليس نوعاً مستقلاً فقط بل يُصنف أيضاً في العادة ضمن جنس مستقل عن جنس الماشية، فمن الواضح أن كلاهما يَملك تشابهاً جينياً ملحوظاً يُخول إجراء عملية تهجين فيما بينهما، وذلك على الرغم من أن الجيل الأول الذي ستنتجه عملية التهجين سيكون وحده الذي يَملك قدراً معقولاً من الخصوبة الجنسية. ويُمكن لاحقاً للحيوانات الهيجنة أن تتزاوج مع بيسون أو ثور مروض، ومنذ هذه المرحلة ستظل إناث الحيوانات الهجينة ذات شيء من الخصوبة، لكن الذكور لن تكون كذلك بالضرورة.

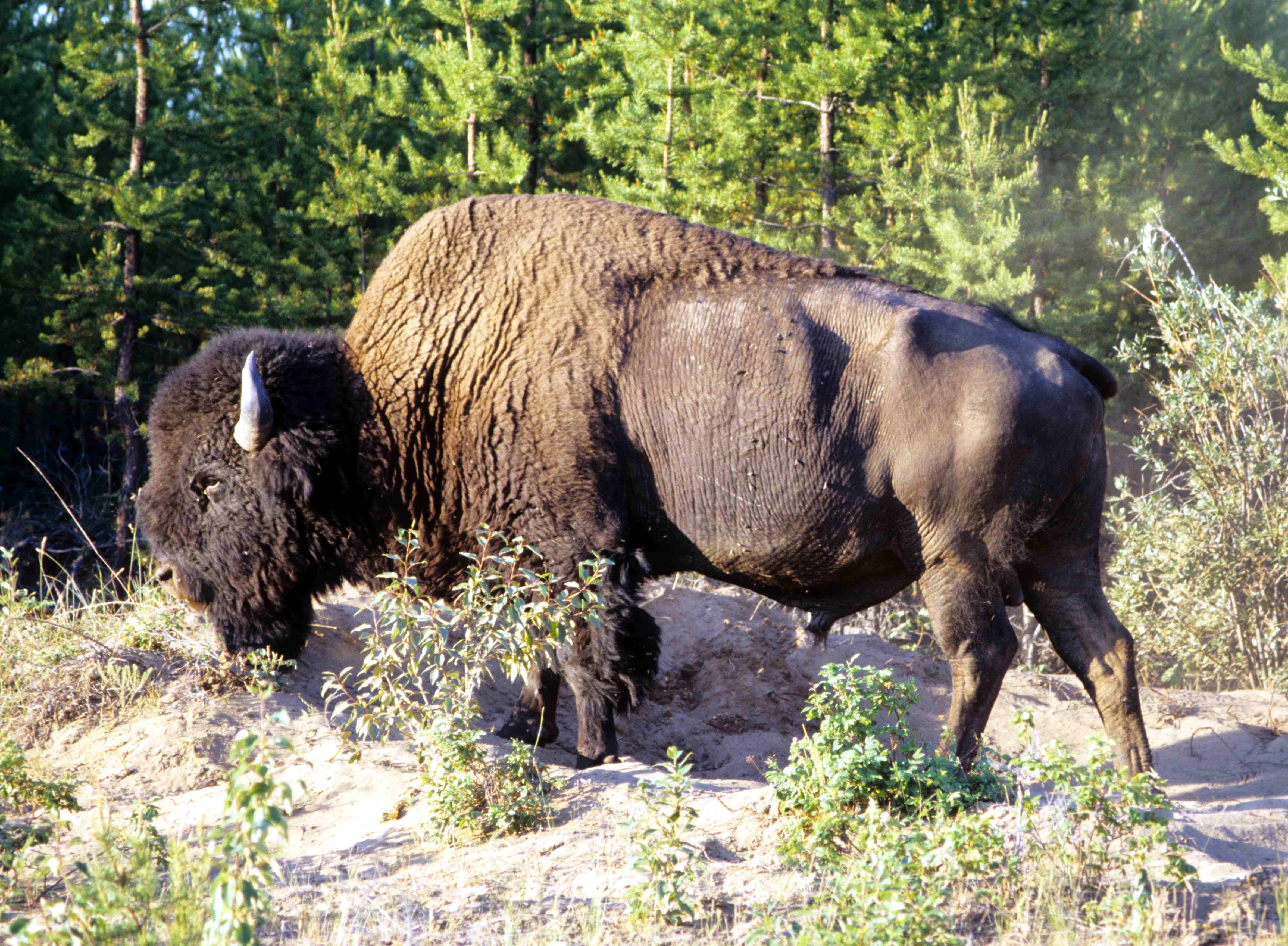
بيسون غابات من قطيع حديقة جاموس الغابات الوطنية، وهو واحد من 4 قطعان متبقية نقية الجينات من البيسون الأمريكي.

طُورت التجارب في العقود الأخيرة لتحديد مصدر الحمض النووي المتقدريّ عند الماشية والبيسون، وتوصلت هذه التجارب إلى أن معظم قطعان البيسون الخاصة خضعت في الواقع لعمليات تهجين مع الماشية، بل إن معظم القطعان الحكومية والفيدرالية من البيسون أيضاً لديها بعض جينات الماشية. ومع تقدم علم الوراثة وتطوير وسائل اختبار السواتل المجهريَّة للحمض النووي ازداد عدد القطعان التي يُعرف عنها أنها تحوي جينات ماشية، إذ عُثِرَ على جينات الماشية في كل قطيع بيسون فُحصَ حتى يومنا هذا تقريباً. ومع أن قرابة 500,000 رأس من البيسون الأمريكي يَعيشون حالياً في مزارع خاصة وقطعان كبيرة في أنحاء قارة أمريكا الشمالية، إلا أن البعض يُقدرون أن ما يَتراوح من 15,000 إلى 20,000 رأس منها فقط هو ذو جينات نقية وليسَ هجيناً ما بين بيسون وماشية. وبشكل خاص فأبرز قطعان البيسون التي لا يَبدو أنها مُهجَّنة مع الماشية المروضة (والتي يُعتقد أنها القطعان الأربعة الوحيدة حرة التجوال التي لا زالت نقية الجينات في أمريكا الشمالية كلها) هي قطعان حديقة يلو ستون الوطنية وجبال هنري (الذين بدءا بعدد من ثيران البيسون التي جيء بها إلى حديقة يلو ستون) وحديقة ويند كيف الوطنية وحديقة جاموس الغابات الوطنية (الذي انفصمت عنه لاحقاً بعض القطعان الفرعية التي أصبحت تتجول الآن في أنحاء مُختلفة من كندا).
تناولت إحدى الدراسات التي قام بها عاملون في جامعة في تكساس موضوع جينات البيسون عام 2006، وذلك في مُحاولة لتحديد المُشكلات الجينية التي يُمكن أن يواجهها البيسون خلال إعادة إكثاره الحديثة. وقد لاحظت الدراسة أن وضع البيسون أصبحَ جيداً جداً الآن من هذه النواحي الجينية، على الرغم مما يبدو عن أنه يُواجه مشكلة عنق زجاجة سكانية، ومن التفسيرات المُحتملة لهذا الأمر أنه لم تبقَ سوى كميات صغيرة من جينات الماشية الأصلية الآن بين مُعظم قطعان البيسون الأمريكي بحيث أن تأثيرها لم يَعد ملحوظاً كثيراً، ولو أن هذا ليس التفسير الوَحيد المطروح لنجاح البيسون في التعافي من جديد.